# Mimosa asperata
Mimosa asperata är en ärtväxtart som beskrevs av Carl von Linné. Mimosa asperata ingår i släktet mimosor, och familjen ärtväxter. Inga underarter finns listade i Catalogue of Life.